# 新栄野駅

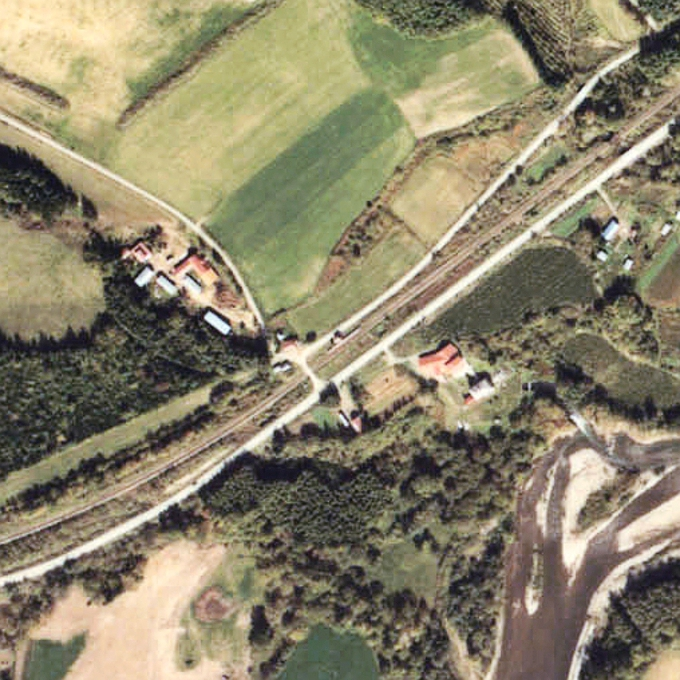
1978年の新栄野仮乗降場と周囲約500m範囲。右上が遠軽方面。

新栄野駅（しんさかえのえき）は、かつて北海道紋別郡遠軽町栄野に所在した北海道旅客鉄道（JR北海道）石北本線の駅。

## 歴史
地元住民の要望により仮乗降場として誕生した経緯から、廃止に至るまで普通列車でも一部が通過扱いで、末期の時点では下り（遠軽方面）1本、上り（白滝方面）3本（うち1本は旭川行き）しか停車しなかった。利用者僅少に伴い2006年（平成18年）3月18日に廃駅となった。

### 年表
- 1946年（昭和21年）12月1日：運輸省石北線の野上仮乗降場（のがみかりじょうこうじょう）として開業[1][3]。ただし『遠軽町史』では開業は翌1947年（昭和22年）1月であるとしている[4]。
- 1961年（昭和36年）4月1日：所属路線が石北本線に改称。
- 1967年（昭和42年）11月15日：新栄野仮乗降場に改称[1][5]。ただし『遠軽町史』での改称は翌12月であるとしている[4]。
- 1987年（昭和62年）4月1日：国鉄分割民営化によりJR北海道に継承[1][6]。同時に駅に昇格[6]。
- 1990年（平成2年）3月10日：営業キロ設定。
- 2006年（平成18年）3月18日：利用者僅少に伴い廃止となる[2][7]。

### 駅名の由来
もともと同地の自治会名は開業当時「野上」と呼ばれていたが、翌1947年（昭和22年）で「野上」を「野上」と「新野上」に分離し、その後「栄野」となった。このため乗降場名も改称されたとされている。

## 廃止時の駅構造
板張りの単式ホーム1面1線をもつ地上駅だった。駅舎はなく、荒れた待合室のみがある無人駅で、いわゆる秘境駅の1つに数えられていた。

## 駅周辺
山と川に挟まれている土地で、農家が点在するのみだった。
- 湧別川
- 北海道道711号社名淵瀬戸瀬停車場線
- 遠軽町営バス「栄野会館前」停留所

## 隣の駅
北海道旅客鉄道
石北本線（廃止時点）
瀬戸瀬駅 - 新栄野駅 - 遠軽駅